# Natalja Zabołotna
Natalja Aleksandrowna Zabołotna (ros. Наталья Александровна Заболотная; ur. 15 sierpnia 1985 w Salsku) – rosyjska sztangistka, wicemistrzyni olimpijska z Aten, trzykrotna wicemistrzyni świata, pięciokrotna mistrzyni Europy.
Największym jej sukcesem jest srebrny medal igrzysk olimpijskich 2004. Startowała w kategorii do 75 kg. Podczas igrzysk olimpijskich w Londynie w 2012 roku zajęła drugie miejsce w wadze ciężkiej, jednak została zdyskwalifikowana za stosowanie dopingu.